# Crezane Bosch
Crezane Bosch é uma política sul-africana que actua como membro da legislatura da província de Gauteng desde maio de 2019. Bosch é membro da Aliança Democrática (DA).

## Biografia
Em outubro de 2017, Bosch foi eleita presidente regional de eleições e eleições parciais do DA em Tshwane.
Bosch foi nomeada para a Legislatura Provincial de Gauteng após as eleições gerais sul-africanas de 2019, já que ela estava em 12º lugar na lista do partido e o partido conquistou 20 cadeiras. Bosch tomou posse como membro no dia 22 de maio de 2019.
Ela recebeu as designações de comité a 13 de junho. Ela actua no Comité de Portefólio de Desenvolvimento Social e no Comité de Desportos, Arte, Cultura e Recreação. É também porta-voz da Segurança Comunitária.